# آناتولی بوزنیک
آناتولی بوزنیک (اوکراینی: Анатолій Іванович Бузник؛ زادهٔ ۲۱ مهٔ ۱۹۶۱) بازیکن فوتبال اهل اتحاد جماهیر شوروی سوسیالیستی است.